# Castellblanc (Oliola)
Castellblanc és una obra d'Oliola (Noguera) declarada bé cultural d'interès nacional.

## Descripció
Castellblanc es troba al sud del terme municipal d'Oliola, a només 800 m al sud-est de l'església de Santa Magdalena dels Arquells (núm. 22259), a 2,3 km al sud del poble de Coscó i a 2,3 km a l'est de les Puelles (Agramunt).
Es tracta d'un casal fortificat, de quatre plantes d'alçada, planta rectangular (d'uns 17 m per 21 m), amb la façana d'accés a llevant i una capella adossada (la capella de la Mare de Déu del Roser) a l'angle sud-est. La teulada es disposa a quatre vessants, amb ràfec de tres nivells de teula i maó. A les cantonades superiors de la façana meridional hi té integrades sengles garites de planta circular, l'oriental de les quals es troba integrada en una torre de planta quadrada de construcció posterior, arrebossada i amb tres obertures a cada cara d'arc fals escalat. La torre és rematada amb un parapet de merlets amb troneres.
Així mateix, l'edifici va ser ampliat a la part septentrional amb un cos constructiu de tres pisos, de teulada a un sol vessant (a continuació del vessant nord de la teulada principal) amb ràfec en forma de cornisa de pedra motllurada. L'aparell és similar en ambdues parts constructives, amb aparell regular de carreus de gres ben escairats i polits lligats amb morter de calç, si bé els carreus dels panys afegits són de mida més gran que els de la part original.
A la façana sud destaca la disposició simètrica de tres balcons amb llosana de pedra motllurada i amb les obertures rectangulars emmarcades amb esgrafiats. Sobre el balcó central hi ha el blasó de la família Batalla i una inscripció esgrafiada informa que aquest agençament data de 1998.
La façana oest consta de 5 obertures rectangulars disposades asimètricament, però en destaca l'alt sòcol trapezoïdal a l'angle nord-oest. Aquest sòcol, que fa de contrafort i alhora reforça l'aspecte de fortificació, té continuïtat a la façana septentrional, en la qual hi ha dos balcons a l'altura de la planta noble, amb llosanes i marcs motllurats de pedra. Aquesta part de l'edifici és rematada amb la cornisa de pedra motllurada.

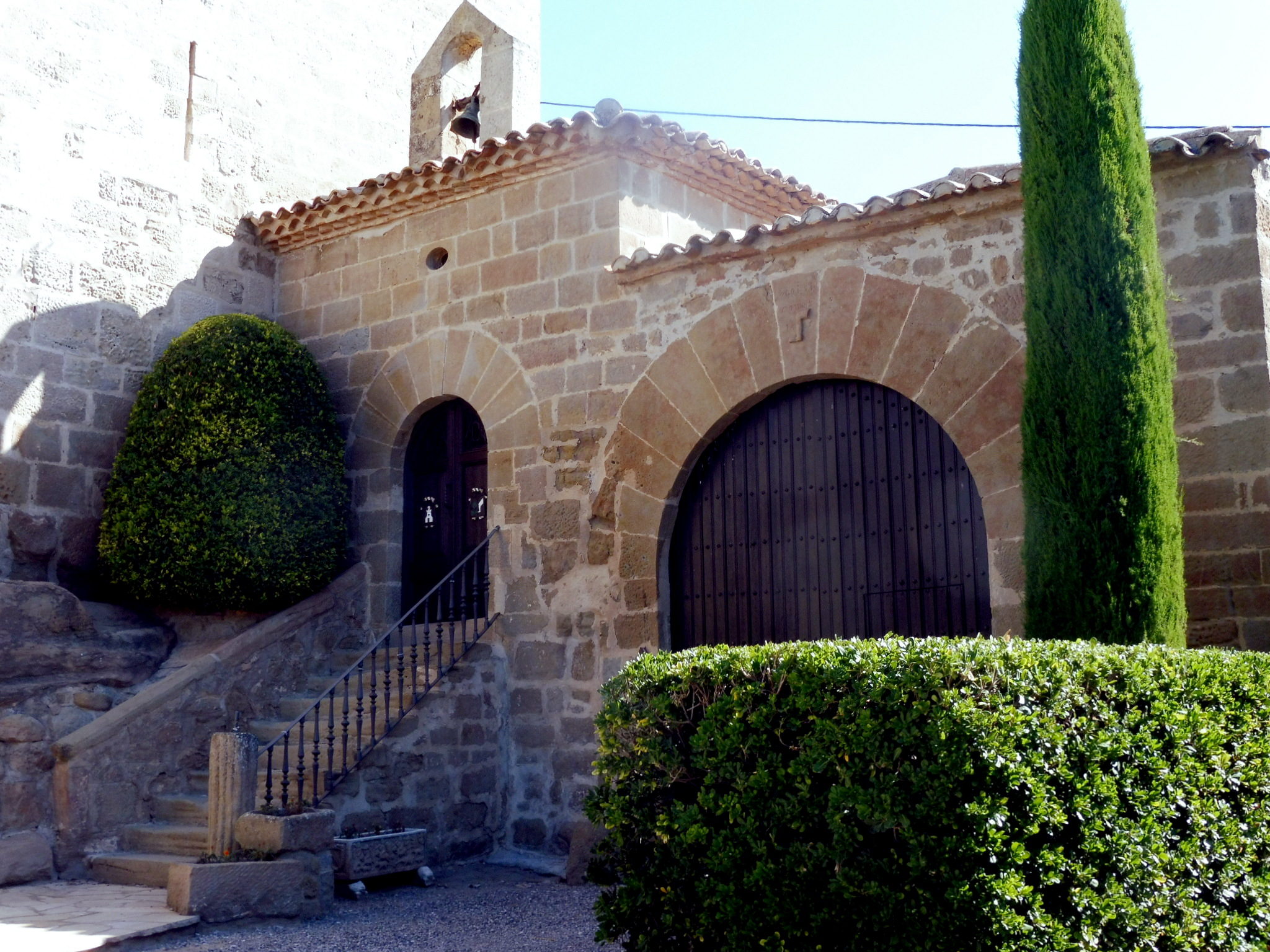
Capella del Roser

L'accés a l'edifici es realitza per la façana est, però per accedir-hi cal entrar a un recinte tancat amb una muralla de planta trapezoïdal que forma un ampli pati a llevant del castell. A aquest patí s'hi accedeix per un portal d'arc de mig punt adovellat en el tram sud de la muralla. En la dovella clau hi ha la inscripció 'Maigi Camats' i la data 1630 flanquejant el símbol de la família, una cama esquerra flexionada.
Entre aquest portal d'entrada al recinte d'accés i l'angle est de la façana meridional de l'edifici hi ha la capella de la Mare de Déu del Roser, construïda amb el mateix tipus d'aparell de carreus regulars ben escairats i polits, amb porta d'arc de mig punt de dovelles amb la data 1674 inscrita en les quatre dovelles superiors de l'arc. Les dates de què informen aquestes inscripcions són concordants amb la lectura atenta dels paraments, de la qual s'observa que la façana de la capella està construïda sobre el pany de la muralla.
La capella consisteix en una petita església d'una sola nau, amb teulada a tres vessants (est, sud i oest), amb ràfecs disposats en tres nivells de teula i maó, un petit campanar d'espadanya, d'un sol ull d'arc de mig punt, sobre la façana d'accés i un petit òcul ovalat sobre la porta abans descrita.

## Història
Poc se sap de les vicissituds històriques de Castellblanc, ja que el seu arxiu fou destruït en el segle xix. No obstant es considera que el seu origen pot ser medieval, atesa l'existència d'una làpida de marbre a l'entrada de l'edifici que commemora que el 1174 Ermengol VI comte d'Urgell atorgà franqueses al lloc de Castellblanc.
Segons algunes fonts, el lloc de Castellblanc fou fidel al comte d'Urgell Jaume el Dissortat en el seu conflicte amb el Trastàmara.
D'època moderna se sap que pertangué a les famílies Camats, Albareda i Civit de Motes, tots ells vassalls dels ducs de Cardona. Per les dates inscrites a les portalades, és possible que el gruix de l'obra i el seu aspecte fortificat corresponguin al segle xvii. Després, en el segle xix es van fer modificacions que n'alteraren l'aspecte general. Actualment pertany a una família barcelonina.
De la capella, probablement també bastida en el segle xvii, se sap que s'hi va celebrar el casament de la pubilla de la casa Albareda amb un membre de la família noble Civit de Motes, que inaugurà el llinatge d'aquest cognom i el títol de baró de Castellblanc, que perdurà fins al segle xx. Actualment només s'hi celebren actes religiosos puntuals.